# 汪明 (1973年)
汪明（1973年4月—），男，汉族，中共党员，江苏省特级教师，中华人民共和国教育人物。

## 生平
1995年毕业于安徽师范大学物理系。曾先后任常州市田家炳高级中学副校长、江苏省常州高级中学副校长。2022年8月，任常州市第二中学党委书记。2024年9月，任江苏省教育科学研究院中小学教学研究室（基础教育课程教材研究中心）副主任。

## 奖励与荣誉
曾获国家万人计划教学名师、全国优秀教师、江苏省特级教师、江苏省五一劳动奖章、江苏省教学成果一等奖等奖励与荣誉。